# Ojāk
Ojāk (persiska: اجاك) är en ort i Iran.   Den ligger i provinsen Mazandaran, i den norra delen av landet, 140 km nordost om huvudstaden Teheran. Ojāk ligger 44 meter över havet och antalet invånare är 185.
Terrängen runt Ojāk är platt åt nordväst, men åt sydost är den kuperad. Runt Ojāk är det ganska tätbefolkat, med 192 invånare per kvadratkilometer. Närmaste större samhälle är Babol, 17,2 km norr om Ojāk. I omgivningarna runt Ojāk växer huvudsakligen savannskog.